# Leopard 2PL

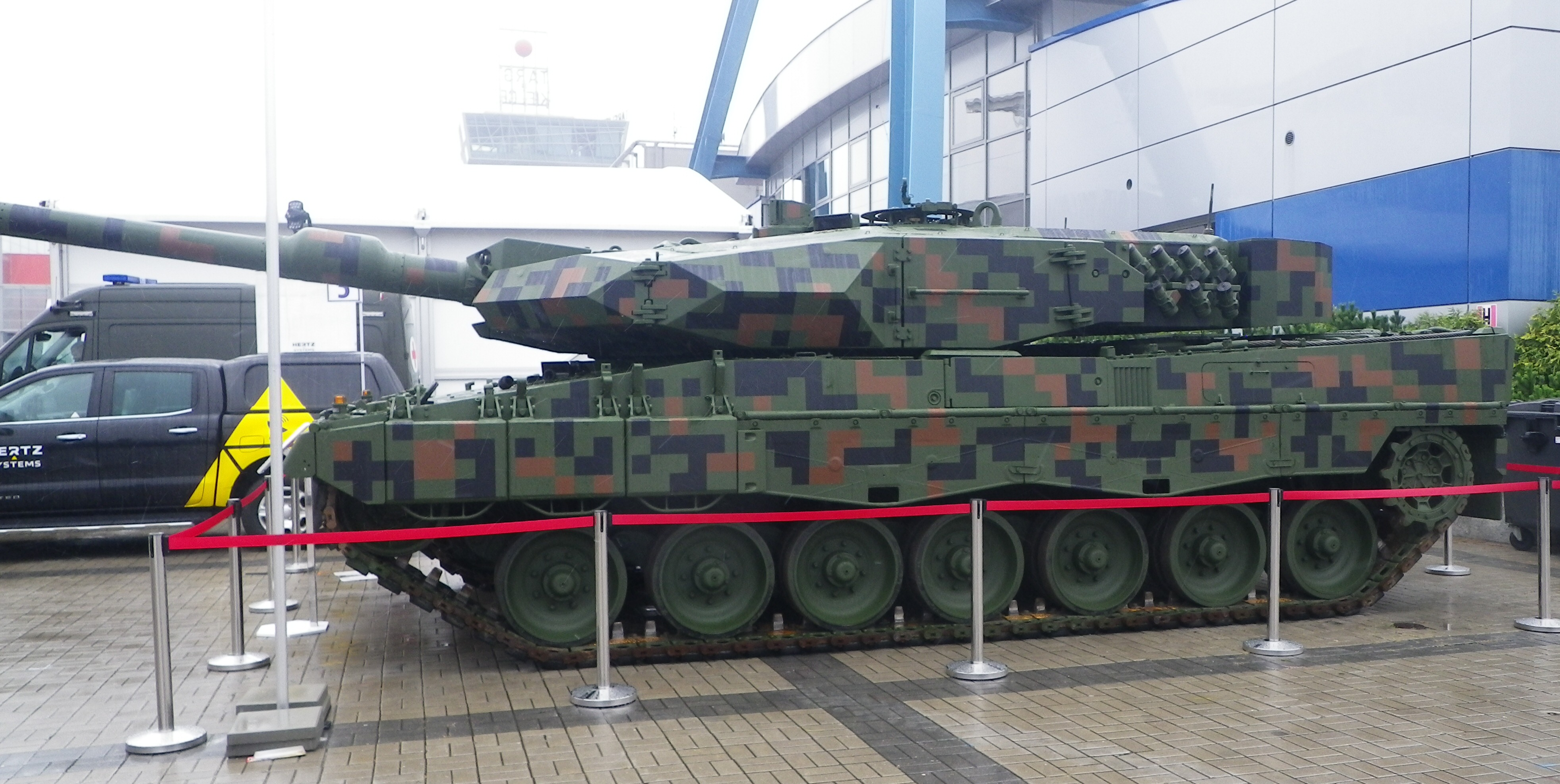
Widok od boku, dobrze widoczne są dodatkowe, modułowe panele opancerzenia na wieży

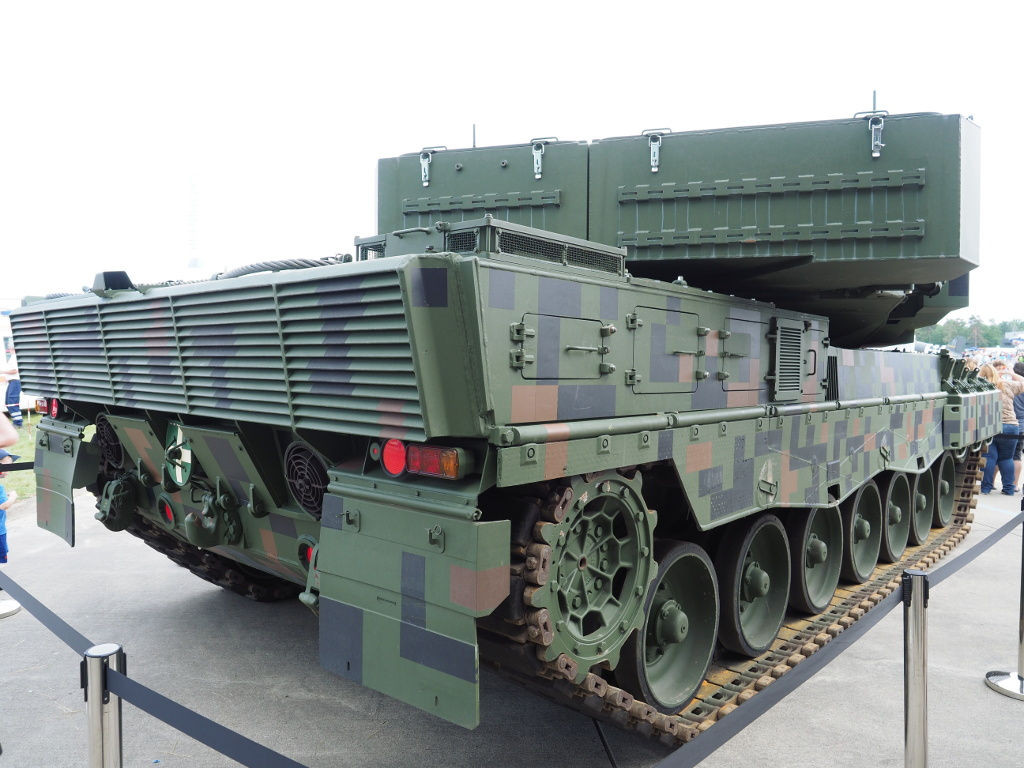
Widok od tyłu, widoczne są kosze transportowe mocowane na tyle wieży oraz modyfikacje tylnej części kadłuba wynikające z zastosowania APU

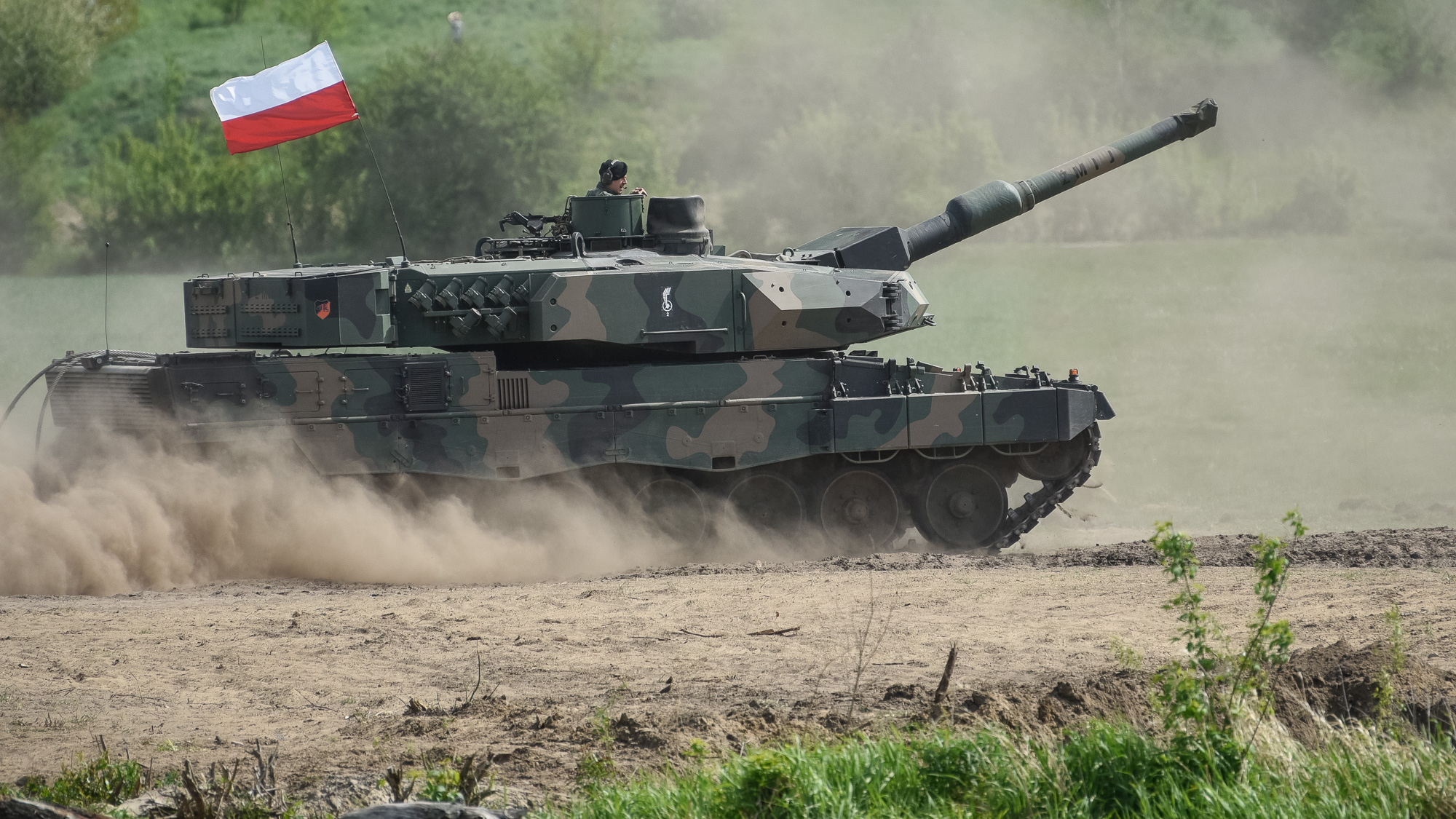
Leopard 2PL 10 Brygady Kawalerii Pancernej podczas manewrów Defender Europe 22

Leopard 2PL – polsko-niemiecki czołg podstawowy, powstały w wyniku modernizacji czołgów Leopard 2A4, przeprowadzonej we współpracy Rheinmetall oraz Polskiej Grupy Zbrojeniowej (PGZ).

## Historia rozwoju
W momencie przyjęcia przez Wojska Lądowe na uzbrojenie pierwszych czołgów Leopard 2A4 w 2002 roku z zasobów Bundeswehry zdawano sobie sprawę z tego, że ich modernizacja to konieczność, jednak pierwsze prace nad opracowaniem planu i zakresu ich modernizacji ruszyły dopiero w połowie roku 2012. Dowództwo Wojsk Lądowych opracowało wtedy wstępne wymagania dotyczące modernizacji czołgów Leopard. Programowi nadano nazwę Leopard 2PL. W wyniku prowadzonych prac określono dwa warianty modernizacji. Pierwsza, podstawowa, obejmowała wprowadzenie elektrycznego napędu wieży i stabilizacji armaty (w miejsce hydraulicznego), montaż APU, modernizację układu optoelektronicznego poprzez m.in. zamontowanie nowych kamer termowizyjnych, modernizację stanowiska kierowcy oraz nowy pakiet ochrony przeciwwybuchowej, przeciwpożarowej i przeciwminowej. Wariant drugi, bardziej rozszerzony, oprócz prac proponowanych w pierwszej wersji modernizacyjnej, rozszerzony był o system zarządzania walką BMS, montaż zdalnie sterowanego modułu strzeleckiego na wieży czołgu, nowe rodzaje amunicji, układy klimatyzacji przedziału kierowcy i bojowego oraz modernizację bloku chłodzenia elektroniki.
Finalnie program modernizacji Leopardów 2A4 wpisany został do „Planu Modernizacji Technicznej Sił Zbrojnych RP na lata 2013–2022” (PMT) w grudniu 2012 roku. Z początkiem marca 2013 rozesłano zaproszenia do zainteresowanych podmiotów w sprawie dialogu technicznego, który przeprowadzony został w okresie od marca do sierpnia. W październiku 2013 roku ogłoszony został przetarg na wyłonienie wykonawcy programu. Chęć udziału zgłosiło trzech oferentów: konsorcjum w składzie Wojskowe Zakłady Motoryzacyjne z Poznania, Wojskowe Zakłady Łączności nr 2 oraz Rheinmetall Landsysteme GmbH; konsorcjum Zakłady Mechaniczne Bumar-Łabędy, spółka OBRUM i Polskim Holdingiem Obronnym (PHO) oraz ostatnie konsorcjum w składzie PCO i ASELSAN Elektronik. Ostateczną ofertę złożyło jednak konsorcjum Zakładów Mechanicznym, OBRUM oraz PHO, tym samym to właśnie z nim Inspektorat Uzbrojenia rozpoczął negocjacje. Partnerem zagranicznym była firma Krauss-Maffei Wegmann. W grudniu 2014 roku konsorcjum złożyło ostateczną propozycję bazującą na rozwiązaniach partnera zagranicznego, jednak w 2015 postępowanie na wyłonienie wykonawcy zostało zakończone z powodu braków formalnych i niskiego udziału polskiego przemysłu w programie.
Tego samego roku podjęto decyzję o zleceniu modernizacji Polskiej Grupie Zbrojeniowej. Ostateczną ofertę złożono w listopadzie 2015 roku, tym samym rozpoczynając negocjacje.
Negocjacje trwały do 28 grudnia 2015 roku, kiedy to pomiędzy Inspektoratem Uzbrojenia a konsorcjum składającym się z PGZ i Zakładami Mechanicznymi Bumar-Łabędy podpisana została umowa na modernizację 128 czołgów Leopard 2 wraz z opcją na kolejnych 14 sztuk. Partnerem zagranicznym konsorcjum została niemiecka firma Rheinmetall Landsysteme, która w przeszłości współprodukowała czołgi Leopard 2. Kwota umowy opiewała na 2,415 mld złotych. 20 czerwca 2018 podpisano aneks wykorzystujący opcję na modernizację 14 sztuk czołgów, czyli łącznie wszystkich użytkowanych przez Wojska Lądowe czołgów Leopard w wersji 2A4. Koszt umowy wzrósł do 2,721 mld złotych. Umowa pierwotnie zakładała, że wszystkie egzemplarze z zamówienia bazowego przekazane zostaną do 2020 roku, a pochodzące z opcji na 14 maszyn – do 2021 roku.
Pierwotny harmonogram prac zakładał, że cały proces prac podzielony zostanie na pięć etapów. W pierwszym etapie na rok 2016 przewidywano przygotowanie całej infrastruktury i potrzebnych do modernizacji zasobów. Drugi etap przewidywał, że od listopada 2016 roku do końca 2017 zostaną wykonane demontaże maszyn i przygotowanie ich do procesu modernizacyjnego, zaś w etapie trzecim, przypadającym na rok 2018, transfer technologii oraz szkolenia personelu na partii próbnej czołgów. Od czerwca 2018 do marca 2019 roku odbyć się miał proces rozpoczęcia produkcji i dostarczenie do odbiorcy partii przedseryjnej maszyn, a w ostatnim, piątym etapie, trwającym od stycznia 2019 do listopada 2020, rozpocząć się miała seryjna modernizacja maszyn i dostawy (tylko maszyny z pierwszej umowy, czyli 128 sztuk). Natomiast pierwotny proces modernizacji przewidywał, że prototyp w liczbie 1 sztuki dostarczony zostanie do III kwartału 2018 roku, partia próbna licząca 5 sztuk (proces szkolenia polskich specjalistów i transferu technologii), wykonana w Niemczech, dostarczona zostanie do końca 2018 roku, a partia próbna, obejmująca 12 maszyn, wykonana już na terenie Polski, dostarczona zostanie do końca I kwartału 2019, produkcja seryjna zaś pozostałych maszyn z umowy podstawowej ma zostać zrealizowana od II kwartału 2019 do III kwartału roku 2020.
18 lutego 2016 roku podpisana została szczegółowa umowa z niemieckim partnerem, która określała warunki współpracy pomiędzy ZM Bumar-Łabędy a Rheinmetall. Umowa zakładała, że niemiecka firma odpowiedzialna będzie za: opracowanie projektu modernizacji czołgu, przygotowanie (wspólnie z polskimi partnerami) niezbędnej dokumentacji technicznej, wykonanie prototypu wozu wersji 2PL i czołgów partii próbnej (w liczbie 5 sztuk; przy objęciu szkoleniem polskich specjalistów oraz transferu technologii do Polski), udzielenie ZM Bumar-Łabędy niezbędnego wsparcia technicznego w uruchomieniu produkcji wozów seryjnych, dostarczenie niezbędnych narzędzi i przekazanie technologii know-how. Podczas targów Eurosatory 2018 przedstawiciele Rheinmetall poinformowali o zakończeniu prób zakładowych prototypu czołgu Leopard 2PL. Pojazd w sierpniu 2018 trafił do Wojskowego Instytutu Pancernego i Samochodowego w Sulejówku, gdzie zostanie poddany dalszym próbom krajowym. W 2018 roku Reinmetall przekazał ZM Bumar-Łabędy pierwsze egzemplarze przedseryjne, co otworzyło drogę do modernizacji maszyn już na terenie Polski, po pozytywnym zakończenia badań pojazdu prototypowego. Badania prototypu, przedłużały się, co wpłynęło na modernizację dalszych egzemplarzy i przekazanie ich odbiorcy. Podczas badań prototypu pojawiły się także problemy z podwoziem, których naprawa spowodowała przedłużenie procesu badań, dlatego też, co za tym idzie, nie było możliwe rozpoczęcie produkcji seryjnej. Badania prototypu zakończono 8 maja 2020 roku. 28 maja 2020 roku Wojsko Polskie odebrało pierwsze egzemplarze pochodzące z partii przedseryjnej. Realizacja umowy przedłużona została do końca lipca 2023.
Umowa była aneksowana 5 razy. Wynikało to głównie z nieuwzględnienia przywrócenia sprawności niektórych elementów czołgów, co okazało się być konieczne, jak też różnego stanu zużycia poszczególnych egzemplarzy. Finalny koszt programu wzrósł do 3,29 mld zł.

## Opis konstrukcji

### Opis techniczny
Leopard 2PL to czołg podstawowy III generacji, powstały w wyniku prowadzonej modernizacji czołgów Leopard 2A4, znajdujących się na wyposażeniu Wojsk Lądowych, przy współpracy firm Polskiej Grupy Zbrojeniowej i Rheinmetall Landsysteme. Czołg przeznaczony jest do opanowania i utrzymania terenu oraz wspierania ogniem z broni pokładowej działań pododdziałów zmechanizowanych i zmotoryzowanych w każdych warunkach atmosferycznych, zarówno w dzień, jak i w nocy.
W wyniku prowadzonych prac opracowane zostały dwie wersje pojazdów: standardowa Leopard 2PL, która dostarczana jest obecnie wojsku oraz Leopard 2PLM1, która powstała na mocy decyzji zamawiającego z 2018 roku. Za wykonanie prototypu wersji Leopard 2PLM1 jest odpowiedzialny partner niemiecki. Pojazd został dostarczony w styczniu 2021, zaś jego testy rozpoczęły się w lutym 2021. Różnice w konfiguracji czołgów w wersjach Leopard 2PL i Leopard 2PM1 polegają na wyposażeniu maszyn w wersji 2PLM1 w system aktywnego chłodzenia przedziału elektroniki EGPT, system zabezpieczający elektronikę wieży przed spadkiem napięcia podczas rozruchu, modyfikację trybów pracy dalmierza laserowego, dodatkowe gniazdo do ładowania akumulatorów oraz funkcję PIX, pozwalającą dowódcy na automatyczny obrót głowicy optoelektronicznej urządzenia obserwacyjno-celowniczego PERI na pozycję „godziny szóstej” i „dwunastej” względem kadłuba maszyny.

### Opancerzenie
Modernizacja Leopardów 2A4 do standardu 2PL obejmuje wzmocnienie odporności balistycznej wieży do poziomu przewyższającego maszyny w wersji Leopard 2A5. Dookoła wieży pojazdu zamontowane są dodatkowe, zewnętrzne moduły pancerza. Nie zdecydowano się na dopancerzenie kadłuba i podwozia pojazdu z powodu znaczącego wzrostu masy oraz redukcji kosztów. Wewnątrz pojazdu zamontowano specjalne wykładziny przeciwodpryskowe, chroniące załogę wewnątrz pojazdu przed odpryskami i odłamkami pancerza w razie przebicia bądź trafienia.

### Uzbrojenie
Podstawowym uzbrojeniem czołgu pozostała nadal armata gładkolufowa Rheinmetall Rh-120 w wersji L/44, którą poddano jednak modyfikacji w celu dostosowania do użytkowania nowych typów amunicji, tj. amunicji przeciwpancernej DM63 i programowalnej DM11. Wymieniono oporniki, powrotnik, wskaźnik odrzutu oraz pojemnik na dna łusek, w celu użycia amunicji DM11. Wprowadzono system programowania w zamku armaty oraz system kierowania ogniem i montaż elektronicznego spustu armaty. Zamontowano nowy komputer pokładowy z nowymi tabelami balistycznymi. Nie wymieniono jednak karabinów maszynowych MG3 na inny model. Wymieniono natomiast system stabilizacji armaty oraz napędów wieży z hydraulicznego na nowy wyłącznie elektryczny.

### Optyka i systemy elektroniczne
Modernizacji poddano przyrządy obserwacyjno-celownicze działonowego oraz dowódcy poprzez dodanie polskich kamer termowizyjnych III generacji KLW-1 Asteria produkcji PCO. Poprawiono również świadomość kierowcy poprzez montaż dzienno-nocnej kamery cofania kierowcy KDN-1 Nyks również produkcji PCO. Zamontowano nowy pulpit dowódcy CCMS oraz zmodernizowano blok sterowania dowódcy i testowania RPP, który umożliwia zarządzanie systemami wieżowymi, testowanie działania systemów wieżowych, alternatywną transmisję obrazu ze zmodernizowanego celownika EMES 15 i przyrządu PERI R17A3L4 CP. Dodatkowo czołg po poddanej modernizacji zyskał możliwość pracy w trybie hunter-killer. Zastosowano nową, cyfrową magistralę komunikacyjną. Nie wymieniono radiostacji na nowe, więc wozy dalej wyposażone są analogowe radiostacje SEM80/90, co jest przedmiotem krytyki przez specjalistów.

### Inne zmiany
Generalnym remontom poddano jednostki napędowe czołgów, zamontowano pomocniczy zespół prądotwórczy (APU) o mocy 17 kW. Oprócz montażu wykładzin przeciwodłamkowych poprawiono bezpieczeństwo załogi poprzez zastosowanie układu przeciwwybuchowego z butlami ze środkiem gaśniczym Deugen-N i zmodernizowano układ przeciwpożarowy poprzez dodanie nowego pulpitu sterującego i butli ze środkiem gaśniczym. Zamontowano również dodatkowe kosze transportujące na zewnątrz wieży, jak też przystosowano wyposażenie ewakuacyjne do zwiększonej do 60 ton masy bojowej czołgu.

## Służba w Wojsku Polskim
Pierwsze wozy Wojsko Polskie odebrało w maju 2020 roku. Na targach MSPO 2020 zaprezentowano po raz pierwszy jeden z pierwszych sześciu egzemplarzy seryjnych przekazanych wojsku. Zaprezentowano wóz należący do 10 Brygady Kawalerii Pancernej (10 BKPanc), z Ośrodka Szkolenia Leopard. We wrześniu 2020 roku, pierwsze dwa wozy otrzymała 1 Warszawska Brygada Pancerna (1 BPanc).
21 grudnia 2021 roku poinformowano, że dostarczono kolejne 2 czołgi Leopard 2PL, które zasiliły 1 BPanc. Tym samym jednostka jako pierwsza dysponuje pełną kompanią w swoich strukturach (14 czołgów). Poprzednio jednostka dysponowała kompanią czołgów w wersji Leopard 2A4 w składzie 1. Batalionu Czołgów. Tym samym liczba eksploatowanych Leopardów 2PL w Wojsku Polskim wzrosła do 20 egzemplarzy.
Do końca 2023 roku planowane jest oddanie łącznie 62 pojazdów do użytku w Siłach Zbrojnych RP.